# Балтазар Йоханес Форстер
Балтазар Йоханес Форстер (на африкаанс: Balthazar Johannes Vorster) (13 декември 1915 – 10 септември 1983), наричан още Джон Форстер, е министър-председател на Южна Африка от 1966 до 1978 година и президент на Южна Африка от 1978 до 1979 г.
Въпреки че открито подкрепя политиката на апартейда, за разлика от предшествениците си води далеч по-прагматична външна политика, чиято основна цел е да подобри отношенията между местното бяло малцинство и съседните на Южна Африка държави.